# The Grass Is Always Greener
The Grass Is Always Greener ist ein US-amerikanischer Kurzfilm aus dem Jahr 1950 von Richard L. Bare. Der Produzent Gordon Hollingshead war mit dem Film für einen Oscar nominiert.
Dem Drehbuch liegt eine Geschichte von Betty Smith zugrunde.

## Handlung
Auf der Diamond O’Ranch arbeiten diverse Cowboys, die sich beim Koch immer wieder darüber beklagen, dass ihnen sein Essen nicht schmecke. Die Männer schimpfen jedoch nicht nur über die Mahlzeiten, sondern auch über ihre Arbeitsbedingungen und finden eigentlich immer etwas, woran sie etwas auszusetzen haben. Eines Tages erscheint in ihrer Mitte ein Cowboy namens Windy und redet ihnen ins Gewissen. Er erklärt ihnen, dass man oft glaube, dass das Gras auf der anderen Seite des Zauns grüner sei, als auf der eigenen. Das aber meist nicht mit der Wirklichkeit übereinstimme.
Die Cowboys sind fasziniert von dem Fremden mit den verrückten Ideen, der ihnen neue Einsichten vermittelt. Als Wendy dann noch einen Pferdedieb entlarven kann, gewinnt er endgültig ihre Herzen.

## Produktion
Der Film wurde von Vitaphone im Auftrag von Warner Bros. produziert, am 31. Dezember 1949 fertiggestellt und am 7. Januar 1950 uraufgeführt.

### Filmmusik
- Home on the Range, Musik: Daniel E. Kelley
  - gespielt während der Eröffnungsszene und mehrmals während des Films
- Carry Me Back to the Lone Prairie, Musik: Carson Robison
  - gespielt, als die Männer zum Abendessen gerufen werden und gesungen und gespielt auf der Gitarre
- Big Blue Eyes, geschrieben und vorgetragen von Chill Wills
- Rule, Britannia!, Musik: Thomas Augustine Arne
  - gespielt, als Windy den Boss trifft
- Sweet Genevieve, Musik: Henry Tucker
  - gespielt während der Weihnachtsgeld-Szene
- A Life on the Ocean Wave, Musik: Henry Russell
  - gespielt, als Wendy darüber spricht, wie man in einer Hängematte schläft
- Yo Ho, Blow the Man Down, traditionelle Weise
  - gespielt während Wendy über das Piratenschiff spricht
- La Paloma, Musik: Sebastián de Yradier
  - gespielt, als die Männer erstmals über Mexiko sprechen
- The Gaucho Serenade, Musik: John Redmond und Nat Simon
  - gespielt, als die Männer über Gauchos sprechen[2]

## Auszeichnung
Gordon Hollingshead war mit dem Film auf der Oscarverleihung 1950 in der Kategorie „Bester Kurzfilm“ (2 Filmrollen) für einen Oscar nominiert, hatte jedoch das Nachsehen gegenüber Gaston Diehl und Robert Hessens und ihrem dokumentarischen Kurzfilm Van Gogh, der das Leben und Wirken Vincent van Goghs thematisiert.